# Fogd a kezem
A Fogd a kezem (eredeti címe: Elimi Birakma) egy 2018 és 2019 között készült török drámasorozat, amelynek főszereplői Alina Boz és Alp Navruz.

## Történet
Azra (Alina Boz) és Cenk (Alp Navruz) egy, az Egyesült államokból hazafelé tartó gépen találkoznak, ám útjaik nem válnak el, hiszen a csomagkiadónál összekeverednek a bőröndjeik. A két fiatal így kénytelen felvenni egymással a kapcsolatot. Miután Azra sikeresen elvégzett egy gasztroiskolát, hazatér, hogy besegítsen étteremtulajdonos édesapjának. A jól , eddig kényelmes és védett életet élő lány azonban egyik napról a másikra az utcán találja magát, miután apja meghal egy éttermi gázrobbanásban, a temetés után pedig kiderül, hogy komoly adósságot halmozott fel. Azra, autista öccsével, Merttel együtt próbál boldogulni, ám a fiú hamarosan eltűnik. A szintén az USA-ban tanuló Cenket kirúgják az egyetemről, így ő is visszamegy Törökországba. A fiú jómódban él köszönhetően a családi vállalkozásnak, melyet a nagymama vezet, és egy napon várhatóan Cenk vesz majd át. Mrs. Feride kemény asszony, aki _ miután megtudja, hogy unokája nem fejezte be az egyetemet _ jobbnak látja, ha fiút végigvezeti azon a bizonyos szamárlétra fokain. Így Cenk rögtön a konyhán kezdheti a karrierjét. Azra eközben kétségbeesetten keresi öccsét, így találkozik Mrs. Feridevel, aki felismeri a lány értékeit, és munkaajánlatot tesz neki, hogy segítsen. Így Azra és Cenk útjai újból keresztezik egymást, a fiú pedig mellé áll, hogy együtt találják meg Mertet.

## Szereplők
| Szerep             | Színész(nő)         | Magyar hang            |
| ------------------ | ------------------- | ---------------------- |
| Azra Güneş         | Alina Boz           | Bogdányi Titanilla     |
| Cenk Çelen         | Alp Navruz          | Szatory Dávid          |
| Sumru Güneş        | Dolunay Soysert     | Balogh Anna            |
| Gönül              | Süeda Cil           | Zsurzs Kati            |
| Feride Çelen       | Seray Gözler        | Bencze Ilona           |
| Serap Çelen        | Ebru Aykaç          | Tóth Enikő             |
| Mert Güneş         | Yiğit Kagan Yazıcı  | Mayer Marcell          |
| Tarık Yelkenci     | Batuhan Ekşi        | Horváth-Töreki Gergely |
| Cansu Kara / Yavuz | Cemre Gümeli        | Csifó Dorina           |
| Melıs Çelen        | Cemre Baysel        | Tamási Nikolett        |
| Nazım              | Yıldırım Şimşek     | Háda János             |
| Hülya Akgün        | Gökçe Yanardağ      | Détár Enikő            |
| Burhan Yavuz       | Kağan Uluca         | Rosta Sándor           |
| Kadır Karan        | Kenan Açar          | Czető Roland           |
| Damla Yaman        | Buse Meral          | Staub Viktória         |
| Bariş Yaman        | Nihat Altınkaya     | Barát Attila           |
| Tanem Yaman        | Sıla Sade           | Engel-Iván Lili        |
| Şirin Dalindagüzel | Hazal Şenel         | Haffner Anikó          |
| Gürkan Meriç       | Hakan Atalay        | Láng Balázs            |
| Belkıs             | Özgür Kaymak        | Nyírő Eszter           |
| Nermin             | Yasemen Heper       | Koffler Gizella        |
| Azmi Yelkenci      | Burak Tamdoğan      | Berzsenyi Zoltán       |
| Ceyda              | İpek Filiz Yazıcı   | Hermann Lilla          |
| Mesut Akgün        | Ertuğrul Postoğlu   | Németh Gábor           |
| Arda Çelen         | Emre Bey            | Renácz Zoltán          |
| Fatma              | Pınar Töre          | Roatis Andrea          |
| Efkan              | Emre Ozan           | Kisfalusi Lehel        |
| Hüsniye            | Şuna Sancaktar      | Tímár Éva              |
| Kemal Güneş        | Hüseyin Avni Danyal | Bezerédi Zoltán        |

## Évados áttekintés
| Évad | Évad | Török epizódok száma | Magyar epizódok száma | Eredeti sugárzás    | Eredeti sugárzás   | Eredeti adó | Magyar sugárzás      | Magyar sugárzás      | Magyar adó |
| Évad | Évad | Török epizódok száma | Magyar epizódok száma | Évadpremier         | Évadfinálé         | Eredeti adó | Évadpremier          | Évadfinálé           | Magyar adó |
| ---- | ---- | -------------------- | --------------------- | ------------------- | ------------------ | ----------- | -------------------- | -------------------- | ---------- |
|      | 1.   | 43                   | 151                   | 2018. július 22.    | 2019. június 2.    | TRT 1       | 2019. november 29.   | 2020. szeptember 18. |            |
|      | 2.   | 16                   | 55                    | 2019. szeptember 8. | 2019. december 24. | TRT 1       | 2020. szeptember 21. | 2020. december 4.    |            |